# گمینا رادچنگتسا
گمینا رادچنگتسا (به لهستانی:  Gmina Radecznica) یک گمینا در لهستان است که در شهرستان زاموشتش واقع شده‌است. گمینا رادچنگتسا ۱۰۹٫۸ کیلومتر مربع مساحت و ۶٬۰۰۵ نفر جمعیت دارد.